# Le Thé chez la concierge
Pour plus de détails, voir Fiche technique et Distribution.

Le Thé chez la concierge est un film muet français réalisé par Louis Feuillade sorti en 1907.

## Distribution
- Henri Gallet
- Louis Pré fils
- Alice Tissot